# George Tobias
George Tobias, född 14 juli 1901 i New York, död 27 februari 1980 i Los Angeles, Kalifornien, var en amerikansk skådespelare.

## Filmografi i urval
- 1940 – De färdas om natten
- 1941 – Mannen med järnnävarna
- 1941 – Ljuset bortom dimman
- 1941 – Rivaler på galej
- 1941 – Sergeant York
- 1942 – Yankee Doodle Dandy
- 1942 – Pass för den blonda!
- 1942 – Vägarnas folk gör revolt
- 1944 – På väg mot Marseille
- 1947 – Sinbad sjöfararen
- 1966 – Spion i trosor